# 三島彌太郎

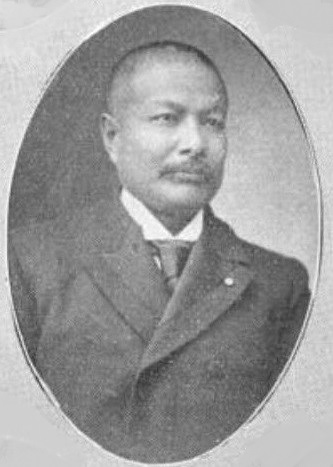
三島弥太郎

三島 弥太郎（みしま やたろう、旧字体：三島 彌太郞、慶応3年4月1日〈1867年5月4日〉 - 1919年〈大正8年〉3月7日）は、日本の銀行家。位階・勲等・爵位は正三位勲一等子爵。三島通庸の長男であり、徳富蘆花の小説『不如帰』の登場人物、川島武男のモデルでもある。弟に三島弥彦がいる。

## 生涯
薩摩国鹿児島郡鹿児島城下高麗町上の園（現在の鹿児島県鹿児島市上之園町）出身。
1872年（明治5年）、母・和歌子、2人の妹と共に上京、東京の麹町永田町に居住。
1873年（明治6年）、7歳で東京神田の小川町学校入学、その後すぐに中村正直が開設した私塾の同人社分校に通い普通学と英語を学ぶ。また、赤坂にあった有馬私学校でも英語を学ぶが、ここには短期間だが内村鑑三も通っていた。
1875年（明治8年）2月、9歳で近藤真琴の塾に学ぶ。
1877年（明治10年）9月、父・通庸の赴任先である山形へ出発。
1879年（明治12年）9月、13歳のときに山形県師範学校小学師範科に入る。
1881年（明治14年）10月、15歳で同校を卒業し付属小学校の助教員となる。12月、依願退職し特別慰労金を賞賜される。
1883年（明治16年）2月から東京帝国大学教師のコックスに英語を学び、9月に17歳で駒場農学校に入学。入学試験の成績は上から2番目だった。
1884年（明治17年）3月、18歳のとき成績首位になる。9月、官費生として渡米、10月に西フィラデルフィア中学へ入学。
1885年（明治18年）6月、中学の卒業式のスピーチが大喝采を受ける。9月、マサチューセッツ農科大学（現在のマサチューセッツ大学アマースト校）に第2学年に編入し、農政学を学ぶ。
1886年（明治19年）5月、生理学褒賞試験において第1位になり、クラーク金牌を受賞。
1888年（明治21年）6月、農学褒賞試験において第2位、グリンネール金牌を受ける。卒業式の席で演説を為し満場大喝采。卒業に際してバチュラー・オブ・サイエンスの学位を受ける。ボストン大学からも同じ学位を、またマサチューセッツ大学から士官適任証を受ける。7～8月、ハーバード大学夏期学校において化学を修め得業証を受ける。9月8日にニューヨークを発ち10月7日に帰国。同月23日、父・通庸が死去。12月、北海道庁技師補。
1889年（明治22年）、技師補を辞め、4月に渡米。6月、コーネル大学大学院で害虫学を学ぶ。
1890年（明治23年）6月、修士の学位を受け、同大学の研究生となり害虫の研究を続けるが、12月に神経痛を発症して退学した。
1891年（明治24年）5月、欧州に渡り各国を巡遊。
1892年（明治25年）2月、帰国。農商務省または逓信省に嘱託として調査研究に従事。
1893年（明治26年）4月、大山信子と結婚。逓信省官房傭・秘書官室勤務。5月、三田四国町から麻布竜土町に転居。
1895年（明治28年）、結核を患った信子と離婚。だが、弥太郎は死ぬまでポケットにいつも入れていた革の帳面にお守りや名刺と共に信子の写真を入れていたという。11月、四条加根子と結婚。
1897年（明治30年）1月、長男・三島通陽が生まれる。7月、第2回伯子男爵議員選挙で貴族院議員に当選し、11月に最大会派研究会に入る。議員生活の傍ら金融業に深く関与。
1898年（明治31年）1月、長女・三島寿子が生まれる。磐越西線（旧岩越鉄道）社長に就任。
1900年（明治33年）1月、次男・三島通隆が生まれる。
1901年（明治34年）4月、桂太郎の後押しで研究会の常務委員に就任。
1902年（明治35年）1月、次女・三島梅子が生まれる。貴族院では予算委員となる。また、皇太子時代の大正天皇が塩原を訪問、三島別荘等に遊んで温泉や風光を気に入る。
1904年（明治37年）10月、千駄ヶ谷へ転居。
1906年（明治39年）、桂の主唱する鉄道国有化を実現させた。また、横浜正金銀行の嘱託となる。
1907年（明治40年）、父・通庸が栃木県塩原に建てた別荘を皇室に献上することを宮内省に申し出る。後に塩原御用邸となり、主に避暑のため愛用された。なお、1948年に厚生省所管の厚生施設として下賜され、現在の跡地は国立塩原視力障害センターとして利用されており、旧御座所のみ移築されて「天皇の間記念公園」（栃木県有形文化）として公開されている。
1908年（明治41年）3月、横浜正金銀行の取締役となる。
1911年（明治44年）6月、横浜正金銀行頭取に就任。
1912年（明治45年）2月、中国漢冶萍公司への借款契約を締結。その後、1914年まで6度にわたり借款契約を締結し、八幡製鉄所用の鉄鉱石の供給を確保。
1913年（大正2年）2月28日、山本権兵衛内閣に大蔵大臣としての入閣の打診を受けるも辞退。第8代日本銀行総裁に就任。当初は木村清四郎理事に一任するも、後に副頭取の井上準之助らと日露戦争後の危機的な国際収支赤字からの脱却、カルカッタやハルビン、サンフランシスコなどに出張所や分店を開設、日仏銀行の創立に参画し同行と互恵的な業務提携を締結。さらに日本で初めての市中銀行の預金金利協定の成立にも尽力した。
1918年（大正7年）2月、日銀総裁に再任。第一次世界大戦中の対応、戦後の輸出増加による未曾有の好景気の中、政府に対し国庫余剰金や特別国債公募資金による日本銀行保有外貨の買入れを働きかけ、これを実現。他、金兌換停止への対応、金利高騰を防ぐためわが国で初めての市中銀行の預金金利協定の成立にも尽力。また、木村清四郎理事らと共に物価抑制を重視した。これらの総裁としての職務をこなす一方、研究会常務としても、組閣した原敬らと会談して大木遠吉ら研究会議員の入閣及び要職への任命を推し進める等、激務を極めた。
1919年（大正8年）3月、急病により現職のまま逝去した。満51歳没。墓所は青山霊園。

## 栄典
- 1902年（明治35年）6月20日 - 正四位[5]
- 1906年（明治39年）4月1日 - 勲四等旭日小綬章[6]
- 1910年（明治43年）7月1日 - 従三位[7]
- 1915年（大正4年）11月10日 - 勲三等旭日中綬章[8]
- 1916年（大正5年）4月1日 - 勲二等旭日重光章[9]
- 1919年（大正8年）
  - 2月11日 - 金杯一個[10]
  - 3月7日 - 正三位勲一等旭日大綬章[11]

## 親族
- 父：三島通庸 - 子爵。婚外子3人を含め12人の子を生す[12]。
- 母：和歌子 - 薩摩藩士・柴山権助の次女
- 異母弟：三島弥彦
- 義弟（妹たちの夫）：秋月左都夫、伯爵牧野伸顕、日高栄三郎、伯爵日野資秀、西村寅三（西村捨三の長男）、中村進午。
- 前妻：信子 - 公爵大山巌の長女。結婚後1週間で肺結核発病し、実家に引き取られ2年後に離縁。これをモデルに徳富蘆花が『不如帰』を執筆。後年、子孫が弥太郎の遺品整理中に、普段ポケットに入れて持ち歩いていた革手帳に信子の写真を忍ばせていたことを発見した[13]。
- 後妻：加根子 - 侯爵四条隆謌の三女。母は祇園の元舞妓。前妻離婚の2か月後に結婚。
- 長男：三島通陽（別名・章道） - 岳父は男爵松岡均平
- 次男：三島通隆（1900-1988） - プリンストン大学卒、大倉商事役員、アドレソグラフ社長、日本模型航空連盟第2代会長[14][15][16]。岳父は越英之介（三井伊皿子家第6代当主・三井高生の子）。娘婿に赤星清造（赤星鉄馬五男）。長男・三島通洋（日産阪神サービスセンター社長）の子に三島通義、娘婿に競艇選手の川崎智幸、その子供たちにジャニーズJr.の川﨑皇輝、川崎星輝がいる。
- 長女：寿子 - 子爵阪谷希一夫人
- 次女：梅子 - 伯爵土方与志夫人。著書に『土方梅子自伝』（早川書房、1976）。